# Fatoumata Diawara

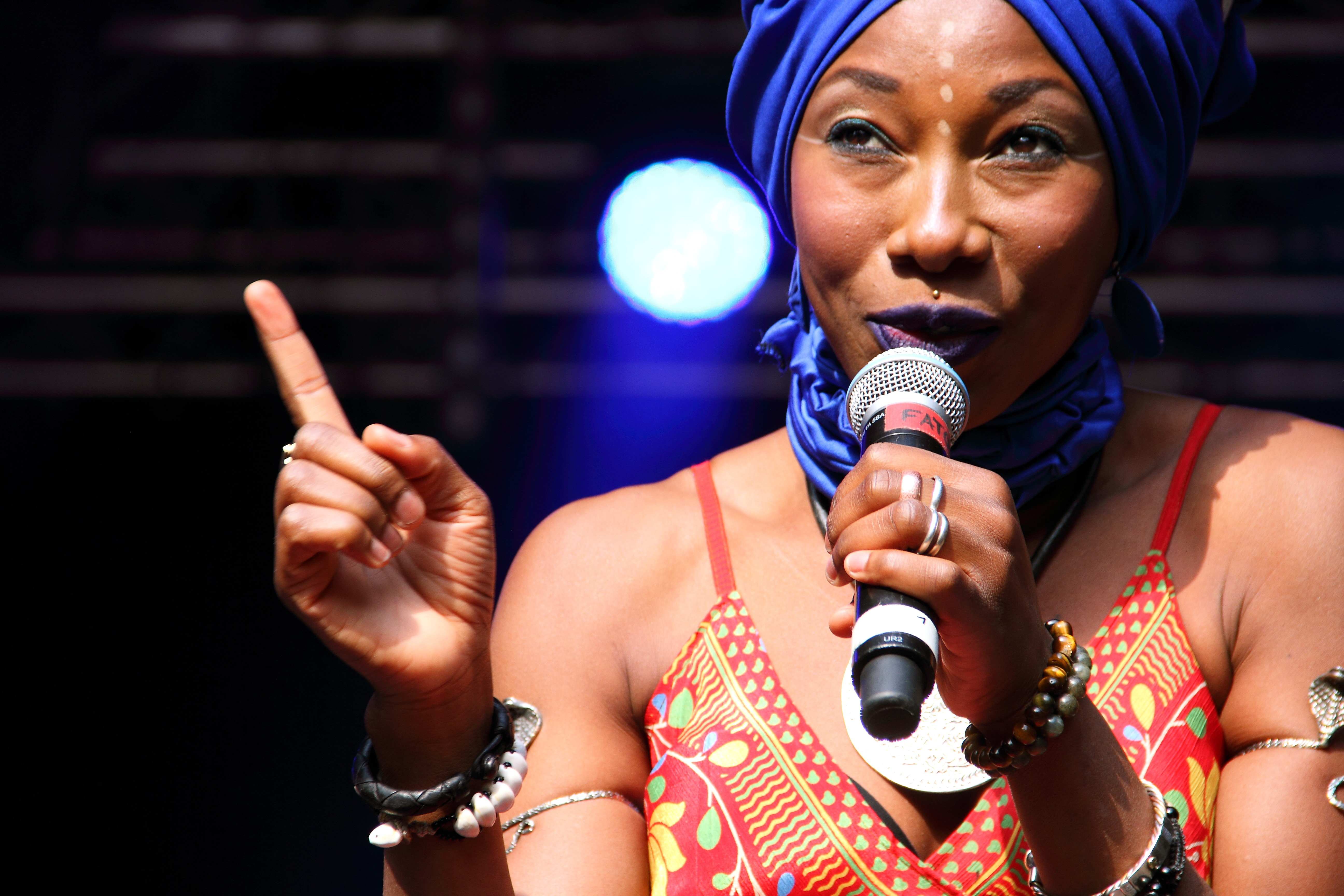
Rudolstadt-Festival 2018

Fatoumata Diawara (* 1982 in der Elfenbeinküste) ist eine malische Singer-Songwriterin und Schauspielerin.

## Leben
Diawara verlebte ihre Kindheit zunächst in Abidjan bei ihren Eltern, die eine Tanztruppe leiteten, in der sie auch aufgetreten ist. Mit zwölf Jahren wurde sie zu einer Tante nach Bamako geschickt. Durch ihre Tante, eine Schauspielerin, bekam sie Zugang zum Theatermilieu. Der Filmemacher Cheick Oumar Sissoko engagierte sie 1997 für seinen Film La Genèse, in dem sie an der Seite von Salif Keïta die weibliche Hauptrolle spielte. In dem Film Sìa: le rêve du python übernahm sie die Titelrolle ('Sia'). Danach arbeitete sie in Frankreich. Im Pariser Théâtre des Bouffes du Nord spielte sie in Jean-Louis Sagot-Duvauroux' Adaption der Antigone. Ab 2002 war sie für mehrere Jahre bei der Compagnie Royal de luxe. 2006 spielte sie die weibliche Hauptrolle in der Opéra du Sahel, der ersten Oper, die in Bamako uraufgeführt wurde. Weitere Rollen im Musical-Theater und in Filmen folgten.
Daneben sang sie auf Alben von Dee Dee Bridgewater (Red Earth), Oumou Sangaré (Seya) und Herbie Hancock (The Imagine Project). 2011 nahm sie das erste Album unter ihrem eigenen Namen auf, dem 2015 als Kollaboration mit Roberto Fonseca (die 2014 auf dem Festival Jazz in Marciac entstanden war) At Home folgte. Diawara ist auch auf Alben von Bobby Womack, Mulatu Astatke, Cheikh Lô, dem Orchestre Poly-Rythmo de Cotonou, Blick Bassy oder Rocket Juice & the Moon zu hören. 2013 erhielt sie auf dem Africa Festival Würzburg für ihr Engagement in Mali und ihr außergewöhnliches musikalisches Talent den Africa Festival Award.
Am 27. Februar 2020 veröffentlichte die virtuelle Band Gorillaz zusammen mit Diawara auf Youtube die Single Désolé. 2023 brachte sie London Ko heraus. Nach eigener Aussage würde das Album repräsentieren, wer Diawara heute sei; musikalisch aber auch als Person.

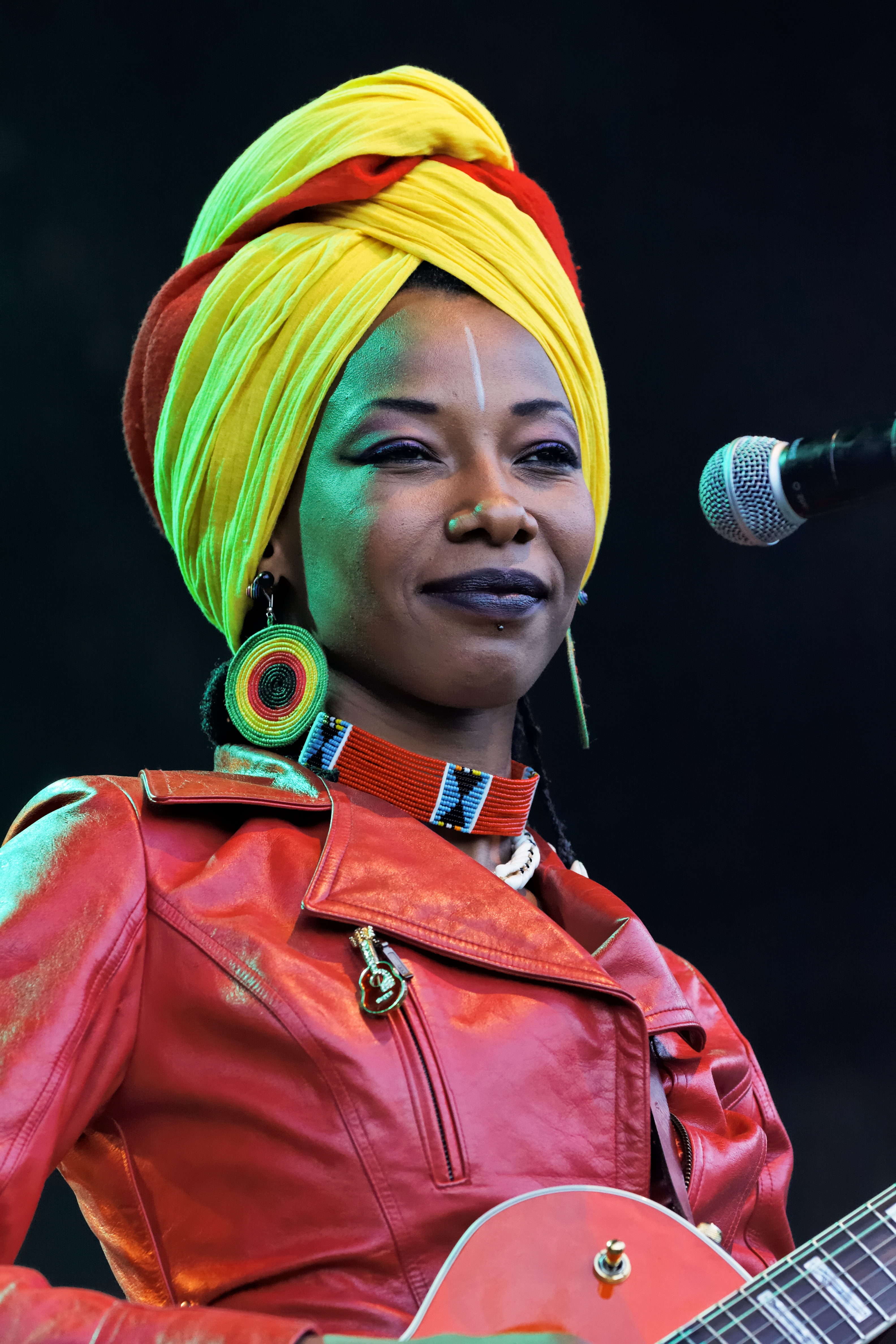
Fatoumata Diawara (2012)

2023 war sie Gast-Sängerin beim Titel Flicker in the Dark vom Milky-Chance-Album Living in a Haze.

## Filmografie
- 1996: Taafe Fanga – Regie: Adama Drabo
- 1999: La Genèse – Regie: Cheick Oumar Sissoko
- 2002: Sia, le rêve du python – Regie: Dani Kouyaté
- 2006: Il va pleuvoir sur Conakry – Regie: Cheick Fantamady Camara
- 2010: Encourage – Regie: Eleonora Campanella
- 2010: Ni brune ni blonde – Regie: Abderrahmane Sissako
- 2011: Les Contes de la nuit – Regie: Michel Ocelot (als Sprecherin)
- 2014: Timbuktu – Regie: Abderrahmane Sissako
- 2015: Mali Blues – Regie: Lutz Gregor

## Diskografie (Auswahl)
- 2011: Kanou (World Circuit – EP)
- 2011: Fatou (World Circuit)
- 2015: Fatoumata Diawara & Roberto Fonseca: At Home (World Circuit)
- 2018: Fenfo
- 2020: Gorillaz & Fatoumata Diawara: Désolé (Single)
- 2022: Maliba (3ème Bureau)
- 2023: London Ko